# جاك تينسلي
جاك تينسلي (بالإنجليزية: Jack Tinsley)‏ هو صحفي أمريكي، ولد في 14 ديسمبر 1934، وتوفي في 12 أكتوبر 2004.